# Řády, vyznamenání a medaile Islandu

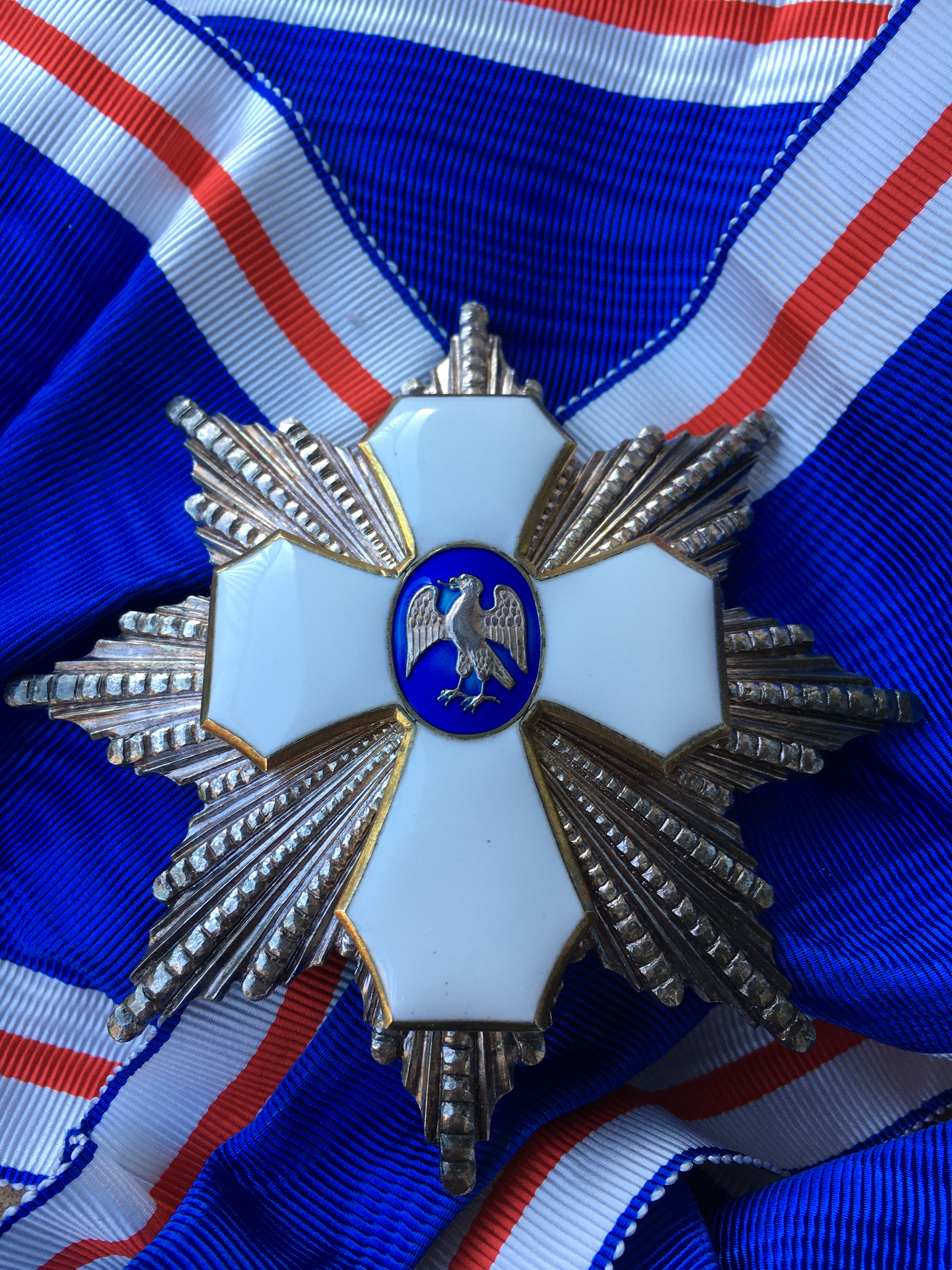
Velkokříž Řádu islandského sokola

Systém státních vyznamenání Islandu se skládá z jednoho řádu a několika medailí.

## Řády
- Řád islandského sokola (Hin íslenska fálkaorða) byl založen dne 3. července 1921 králem Kristiánem X. Udílen je občanům Islandu i cizím státním příslušníkům za zásluhy o stát.[1]

## Medaile
- Čestná medaile prezidenta Islandu (Heiðurspeningur forseta Íslands) byla založena roku 1954. Udílena je prezidentem Islandu za dlouhodobé služby jeho úřadu.[2]

## Čestné odznaky
- Čestný odznak Islandského Červeného kříže (Heiðursmerki Rauða kross Íslands) byl založen v roce 1949. Udílen je ve dvou třídách (zlato a stříbro) prezidentem Islandu za humanitární služby.[3] K předávání vyznamenání dochází každoročně 10. prosince. Řádový odznak má tvar bíle smaltovaného maltézského kříže s cípy zakončenými kuličkami. Mezi rameny kříže jsou shluky různě dlouhých paprsků. Uprostřed je kulatý medailon, ve kterém je červeně smaltovaný kříž na bíle smaltovaném pozadí. Medailon je lemován tmavě modře smaltovaným kruhem s nápisem CITATE SANITATE. Na zadní straně je v kruhu nápis BENEFACTORIBUS RKÍ. Průměr odznaku je 45 mm. Ke stuze je připojen pomocí přechodového prvku ve tvaru dubových listů. Stuha je tmavě modrá s červeným proužkem uprostřed, jenž je po obou stranách lemován proužkem bílé barvy. Barevně tak stuha odpovídá barvám islandské vlajky.